# Hugh Willoughby
Pour les articles homonymes, voir Willoughby.
Sir Hugh Willoughby (mort en 1554) est un explorateur britannique des confins de l'Arctique. 

## Biographie
Il est envoyé en 1553 par une société commerciale de Londres sous la direction de Jean Cabot, du nom de Mystery and Company of Merchant Adventurers for the Discovery of Regions, Dominions, Islands, and Places unknown (renommée plus tard Compagnie de Moscovie), à la tête de trois navires, le Edward Bonaventure (Richard Chancellor), le Bona Esperenza (Willoughby) et le Bonne-Confiance (Cornelius Durforth), pour un voyage de découvertes au nord de l'Europe. 
Les vaisseaux sont dispersés par une tempête et aucun d'entre eux ne revient au port. Durforth et Willoughby décident d'hiverner en Laponie russe mais y meurent avec tous leurs hommes ; seul un des capitaines, Richard Chancellor, parvient à gagner Moscou ; il y établit un commerce avec la Russie. Les navires, contenant encore les cadavres des matelots et le journal de bord des capitaines, sont retrouvés par des pêcheurs l'année qui suit.
Durant son voyage il avait aperçu une côte qui sera nommée Willoughby's Land sur les cartes de Petrus Plancius et Gerardus Mercator. Ce pourrait être la Nouvelle-Zemble.